# Hannes Spring
Hannes Spring (* 19. August 1957 in Weisingen, Bayern)  ist ein deutscher Autor und Regisseur.

## Leben
Spring studierte Theaterwissenschaft, Kunstgeschichte und Philosophie an der Ludwig-Maximilians-Universität München (LMU). 1986 machte er dort seinen Magister (M.A.) Schon während des Studiums war er zwischen 1981 und 1984 Lektor beim WDR Kinderfunk. Weiter arbeitete er als Regieassistent bei Wilm ten Haaf und Hans Dieter Schwarze. Hauptsächlich in Erscheinung getreten ist Hannes Spring durch seine Regiearbeiten in der Kinder-Fernsehserie Löwenzahn, der Fernsehserie Die Anrheiner und den Seifenopern Unter uns, Gute Zeiten, schlechte Zeiten, Dahoam is Dahoam und Verbotene Liebe. Sein Schwerpunkt liegt bei Kinderfilmen, Dokumentarfilmen und Fernsehserien.
Hannes Spring lebt in Gräfelfing bei München.

## Filmografie (Auswahl)
- Seit 2005:  über 200 Folgen der Seifenoper Gute Zeiten, schlechte Zeiten
- 2011–2014: über 100 Folgen der Seifenoper Verbotene Liebe
- Seit 1990: über 100 Folgen der Fernsehserie Löwenzahn
- seit 2013: über 150 Folgen der bayerischen Soap Dahoam is Dahoam
- 2012: Beutolomäus und der falsche Verdacht
- 2009: Beutolomäus und die vergessene Weihnacht
- 2005: Beutolomäus sucht den Weihnachtsmann
- Seit 1999: über 200 Folgen der Seifenoper Unter uns
- 2005: Löwenzahn – Die Reise ins Abenteuer
- 1999–2011: ca. 80 Folgen Die Anrheiner
- 2011–2014: ca. 30 Folgen Ein Fall für die Anrheiner
- 1999: Mallorca – Suche nach dem Paradies
- 1999–2000: Frech wie Rudi
- 1999–2006: Abenteuer Wildnis über 20 Folgen
- 1999: Tobi und die Stadtparkkids
- 1995: die Würm – ein herrschaftlicher Fluss
- 1995: Schätze der Welt, drei Folgen
- 1995: Tikal die Macht der Maya
- 1992: Adele Spitzeder
- 1992: Graf Arco Mörder oder Märtyrer
- 1990: Haberfeldtreiben

## Auszeichnungen und Preise
- Goldener Spatz 1995 + 1999
- Goldener Telix 1999 + 2001
- Robert-Geisendörfer-Preis 2006